# Simply Red
Simply Red – brytyjski zespół muzyczny utworzony w 1984 w Manchesterze przez Micka Hucknalla, wokalistę i lidera grupy.
Początkowo zespół nosił nazwę Red. Podczas przygotowań do jednego z pierwszych koncertów menedżer klubu nie mógł przez telefon zrozumieć nazwy grupy, więc Mick Hucknall powtarzał: „Red, simply Red”. Po przyjeździe na miejsce występu na wszystkich plakatach promujących koncert grupa opisana była jako "Simply Red", i taką oficjalnie nazwę przyjęła.
Zespół zadebiutował albumem pt. Picture Book (1985), a promujący płytę singiel „Holding Back the Years” stał się przebojem w Stanach Zjednoczonych. Największym sukcesem grupy jest album pt. Stars (1991), który zawiera przeboje „Stars” i „Something Got Me Started”. Zespół w 2005 otrzymał nagrodę Złotego Słowika za całokształt twórczości na 42. Międzynarodowym Festiwalu Piosenki w Sopocie.
W 2010 grupa zakończyła działalność po 26 latach kariery.

## Skład zespołu
- Mick Hucknall – wokal
- Tony Bowers – gitara basowa
- Chris Joyce – perkusja
- Tim Kellett – instrumenty klawiszowe
- Ian Kirkham – saksofon
- T.P Heitor – gitara
- Shaun Ward – gitara basowa
- Fritz McIntyre – wokal, instrumenty klawiszowe

## Dyskografia
- Picture Book (1985)
- Men and Women (1987)
- A New Flame (1989)
- Stars (1991)
- Life (1995)
- Greatest Hits (1996)
- Blue (1998)
- Love and the Russian Winter (1999)
- It's Only Love (2000)
- Home (2003)
- Simplified (2005)
- Stay (2007) – złota płyta w Polsce[6]
- Greatest Hits (2008) – 2x platynowa płyta w Polsce[7]
- Songs of Love (2010)
- Big Love (2015)
- Blue Eyed Soul (2019)
- Time (2023)[8]